# AMP Limited
AMP- австралійська фінансова компанія. Заснована в 1849 році як: австралійське суспільство взаємного забезпечення персоналу. AMP зіграла істотну роль у формуванні сучасної Австралії та Нової Зеландії, допомагаючи мільйонам клієнтам у побудові фінансової безпеки, що забезпечує захист сім'ї та майна.

## Принцип діяльності
- фінансове планування та консультації
- пенсійний дохід та інших інвестиційних продуктів для фізичних осіб
- пенсійні послуги для бізнесу і спонсорованих роботодавцем схеми
- захист доходів, інвалідності, загальної та страхування життя
- Захист інвестицій, включаючи акції фіксований відсоток, майна та інфраструктури